# Protiaridae
Protiaridae is een familie van neteldieren uit de klasse van de Hydrozoa (hydroïdpoliepen).

## Geslachten
- Halitiara Fewkes, 1882
- Halitiarella Bouillon, 1980
- Latitiara Xu & Hang, 1990
- Paratiara Kramp & Damas, 1925